# Acheiropodia
Acheiropodia – bardzo rzadkie, wrodzone zaburzenie, polegające na obustronnym braku kończyn górnych i kończyn dolnych lub obustronną aplazją dłoni i stóp. Nie stwierdzono żadnych innych wad rozwojowych ze strony innych układów. Występowanie tego zaburzenia rozwojowego stwierdza się prawie wyłącznie w Brazylii.

## Genetyka
Acheiropodię powiązano z mutacją w genie LMBR1.